# 史蒂芬斯 (阿肯色州)
史蒂芬斯（英語：Stephens）是一個位於美國阿肯色州沃希托縣的城市。

## 地理
史蒂芬斯的座標為33°24′54″N 93°04′06″W / 33.41500°N 93.06833°W，而該地的平均海拔高度為76米（即249英尺）。

## 人口
根據2020年美國人口普查的數據，史蒂芬斯的面積為7.17平方千米，當中陸地面積為7.14平方千米，而水域面積為0.03平方千米。當地共有人口776人，而人口密度為每平方千米108人。